# Presentimiento
Se llama presentimiento a cierto movimiento interior que hace entrever y presagiar lo que ha de acontecer.
Es el sentimiento o la aprehensión sentimental o afectiva de algún acontecimiento futuro. Se llama también premonición, palabra que se toma como sinónimo de presentimiento, si bien por su etimología éste connota principalmente el aspecto afectivo del fenómeno, mientras que la premonición indica más bien su aspecto cognoscitivo y en cierta manera su origen de un ser inteligente que daría el aviso o monición anticipada. De hecho estos fenómenos, verdaderos o aparentes, van siempre acompañados de cierto matiz afectivo que legitima el uso indiferente de las palabras premonición o presentimiento. Esta noción tiene también muchos puntos de contacto con la adivinación y el pronóstico. Convienen en que todas ellas contienen o importan el conocimiento de algo futuro; pero estas dos nociones se distinguen perfectamente de las dos precedentes, porque a diferencia de aquellas, indican en cierta manera el medio por el cual se viene en conocimiento del suceso futuro, que se supone ser una revelación divina en la adivinación o determinadas señales objetivas en el pronóstico, el cual puede caer de lleno dentro de la ciencia positiva como, por ejemplo, el pronóstico en medicina.
Por fin, el presentimiento tiene mucho en común con la profecía y aun tal vez coincidiría exactamente con ella en el que caso en que el suceso que se presiente no pudiese ser conocido por medio alguno natural como sería si el suceso futuro no pudiese conocerse en sus causas necesarias ni por conjeturas, por ejemplo, el presentimiento cierto de un futuro libre contingente, cuya verificación no pudiese ser explicada por el azar.
En cuanto a la realidad o existencia del fenómeno descrito, muchos de los casos expuestos encuentran una explicación obvia y natural, ya sea por la conjetura o previsión a que dan lugar los sucesos al considerarlos bajo la luz de la razón y de la experiencia de la vida o por la verificación del presentimiento meramente fortuita, o bien por el estado afectivo especial del sujeto del presentimiento. Estos presentimientos de origen afectivo son sumamente frecuentes y tienen la particularidad de que mientras los que se verifican, tal vez casualmente, quedan indeleblemente impresos en la memoria, en cambio los que no se realizan son relegados al olvido (ver sesgo de selección). Por esto es sumamente difícil, si no imposible, aplicar los métodos estadísticos al estudio de la frecuencia de estos casos.